# Zhou Guanyu
Zhou Guanyu (kinesisk: 周冠宇; pinyin: Zhōu Guànyǔ; født 30. maj 1999) er en kinesisk racerkører, som senest kørte for Formel 1-holdet Kick Sauber. Han blev ved sin Formel 1-debut den første kinesiske kører i divisionen, og scorede point på sin debut.

## Tidlige karriere

### Gokarts
Zhou startede sin karriere i gokarts, og flyttede i 2012 til Sheffield i England for at køre mod bedre modstandere end der var i Kina.

### Formel 4
Zhou gjorde sin formelbil debut i 2015 i Formel 4 Italien med Prema Racing. Zhou imponerede stort, og med flere sejrer i sæsonen, sluttede han på andenpladsen i mesterskabet.

### Formel 3

#### 2016
Efter at havet imponeret i Formel 4, blev Zhou i 2016 rykket op i Formel 3, hvor han kørte for Motopark. Han startede 2016 sæsonen godt, men havde det svært i den anden halvdel af sæsonen, og sluttede sin første sæson i Formel 3 på trettendepladsen.

#### 2017
Zhou rykkede i 2017 tilbage til Prema Racing, og havde en bedre anden sæson i Formel 3, hvor han opnåede 5 podiumplaceringer, og sluttede sæsonen på ottendepladsen.

#### 2018
Dog at der var rygter om at han vil rykke op i Formel 2 før sæsonen, blev Zhou i Formel 3 i 2018 sæsonen. Han vandt sit første Formel 3 ræs i sæsonens første ræs, og sluttede sæsonen med 2 sejrer. Han sluttede dog igen på ottendepladsen.

### Formel 2

#### 2019
Zhou gjorde sin debut i Formel 2 med UNI-Virtuosi Racing. Hans opnåede 4 podiumplaceringer i sin debutsæson, hvor han sluttede på syvendepladsen.

#### 2020
Hans første sejr i F2 kom i 2020, hvor han vandt et enkelt ræs. Han sluttede sæsonen på sjettepladsen.

#### 2021
Zhou var i 2021 med i mesterskabskampen. Han vandt i sæsonen 4 ræs, og endte som tredjeplads på sæsonen.

## Formel 1-karriere

### Testkører
Zhou blev i 2018 del af Renaults akademi, og var testkører for Renault og Alpine i løbet af 2020 og 2021 sæsoner.

### Alfa Romeo/Sauber

#### 2022
I november 2021 blev det annonceret, at Zhou ville gøre sin Formel 1-debut i 2022 sæsonen, efter at have skrevet under med Alfa Romeo. Han blev her den første kinesiske kører til at have en fast plads i Formel 1. I sit debutræs i Formel 1 sluttede Zhou på tiendepladsen, og blev hermed den første kineser til at scorer point i Formel 1. Han var ved Storbritanniens Grand Prix involveret i at stort uheld, som resulterede i at hans bil blev vendt på hovedet, og kastet op i sikkerhedshegnet. Han overlevede formentlig kun uheldet på grund af haloen. Ved Japans Grand Prix satte han den hurtigste omgang for første gang i sin karriere.
Han sluttede sæsonen med 6 point på attendepladsen, rimelig markant bag holdkammerat Valtteri Bottas, som scorede 49 point på sæsonen.

#### 2023
Zhou forsatte hos Alfa Romeo i 2023 sæsonen. Han satte ved sæsonens første ræs den hurtigste omgang. Hans scorede sine første point i sæsonen ved den tredje runde i Australien hvor han sluttede på niendepladsen. Han sluttede sæsonen med et identisk resultat som i forrige sæson, med seks point og en attendeplads. Dette var dog et relativt bedre resultat, da Alfa Romeo havde haft en dårligere sæson end i 2022. Hans holdkammerat Bottas scorede kun 10 point i sæsonen, så forskellen mellem de to kører var markant mindre.

#### 2024
Zhou fortsatte hos Sauber i 2024 sæsonen. Holdet ændrede i sæsonen navn fra Alfa Romeo til Kick Sauber. Han fik i sæsonen for første gang mulighed i at køre i sit hjemmeræs, da Kinas Grand Prix blev afholdt for første gang siden Coronaviruspandemien begyndte. Det lykkedes dog ikke Zhou at score point i sin hjemby, da han sluttede på fjortendepladsen i sæsonen. 2024 sæsonen var ikke god for Sauber, da de sluttede på sidstepladsen i mesterskabet. Det lykkedes kun Zhou at have en pointscorende placering i sæsonen, da han sluttede på ottendepladsen ved Qatars Grand Prix, og hermed scorede Saubers fire eneste point i hele sæsonen.